# UNA-UNSO
UNA-UNSO (Ukrainsk folkeforsamling - Ukrainsk nationale solidaritet organisation) (ukrainsk: УНА-УНСО; Українська народна асамблея - Українська національна солідарна організація) er et højreekstremistisk, nationalistisk ukrainsk politisk parti, der blev grundlagt den 30. juni 1990 i Lviv af nationalistisk orienterede unge. Partiet består af den Ukrainsk folkeforsamling (UNA) og den paramilitære gren, Ukrainsk national solidaritet organisation (UNSO). UNA-UNSO er politisk præget af radikale antisemitiske og anti-russiske holdninger. Således sættes der spørgsmålstegn ved den historiske eksistens af Holocaust i publikationer fra organisationen.

## Konflikter
Under Nagorno-Karabakh-krigen kæmpede UNA-UNSO på Aserbajdsjans side. Under den første tjetjenske krig kæmpede UNA-UNSO på de tjetjenske separatisters side og under Transnistrienkrigen på Transnistriens side. Under krigen i Sydossetien i 2008 kæmpede 200 UNA-UNSO-medlemmer på den georgiske side mod Rusland.

## Ideologi
Partiet har et tæt forhold til Nationaldemokratische Partei Deutschlands, som anses for at promovere en neo-nazistisk ideologi. UNA-UNSO er almindeligt anset for at have anvendt nynazistiske metoder og ideologi.
International sikkerhedsekspert Andrew Mcgregor har i 2006 udtalt, at UNA-UNSO "bedst kan karakteriseres som en indflydelsesrig nichebevægelse", og at "organisationens store synlighed modsiges af det begrænsede antal medlemmer".